# Mariaverschijning
Mariaverschijningen zijn een vorm van private openbaring en betreffen verklaringen van christelijke gelovigen die beweren de Maagd Maria, de moeder van Jezus, te hebben zien verschijnen. Ook verschijningen van Jezus Christus zelf en van andere religieuze figuren komen voor.

## Zie
- Mariaverschijningen in België
- Mariaverschijningen in Nederland

## Incidentie
De meeste verklaringen over Mariaverschijningen vinden plaats in een rooms-katholieke, oosters-orthodoxe of oriëntaals-orthodoxe context. Voor 16 november 1851 werd geen enkele verschijning door de katholieke kerk als authentiek erkend.
Verschijningen van Maria werden, na onderzoek, erkend als bovennatuurlijk door de plaatselijke bisschop. Dit werd slechts hoogzelden door het Vaticaan bijgetreden. Zo heeft het belangrijkste Mariaal bedevaartsoord wat betreft het aantal bedevaarders, dat van Onze Lieve Vrouw van Guadelupe in Mexico nooit meer dan een pastorale goedkeuring gekregen. De erkenning van de bovennatuurlijke aard van verschijningen in Amsterdam, gedaan door de bisschop van Haarlem, werd in 2020 tenietgedaan, nadat de Congregatie van de Geloofsleer opnieuw op zijn veroordeling van 1974 had gewezen.
Vaak groeien deze plaatsen uit tot bedevaartplaatsen (Mexico, La Salette, Lourdes, Fatima, Banneux, Medjugorje, enz.). Meestal worden deze beweerde verschijningen gemeld door individuele personen of door een kleine groep. Soms werden natuurverschijnselen, die op zelfde ogenblik als de verschijning plaatsvonden, door talrijke aanwezigen beleefd. Van de verschijning in Zeitun, boven op een Koptische kerk, zouden echter honderdduizenden getuige geweest zijn. Mariaverschijningen spelen vaak een rol in de volksdevotie en zijn onderdeel van het katholieke en orthodoxe geloof.
Het is vooral vanuit pastorale overwegingen dat plaatselijke bisschoppen het volksgeloof bijtraden, soms vele jaren later, wanneer de  plaats van verschijning een belangrijk bedevaartsoord was geworden.  Soms gebeurde dit wel erg lang nadien: Le Laus na bijna 400 jaar, Tepejac na meer dan 200 jaar, Champion na 150 jaar, Gietrzwald na 100 jaar.
Anno 2019 had de Katholieke Kerk vijftien bovennatuurlijke Mariaverschijningen in zekere mate erkend, door een beslissing van de plaatselijke bisschop. De goedkeuring betreffende de eerste onder de hierna opgesomde gevallen, die betreffende Onze-Lieve-Vrouw van Guadelupe in Mexico, was niet méér dan een in 1754 door de paus gegeven pastorale goedkeuring, zonder formele erkenning van de verschijningen die in 1531 zouden hebben plaatsgevonden. De overige 'erkenningen' dateren allemaal uit de 19e, 20e en 21e eeuw.
| Rang | Plaats                     | Land             | Data van verschijning | Data van verschijning | Waarnemer                                                            | Datum van erkenning |
| ---- | -------------------------- | ---------------- | --------------------- | --------------------- | -------------------------------------------------------------------- | --- |
| 1    | Tepeyac                    | Mexico           | 12 december 1531      | 12 december 1531      | Juan Diego Cuauhtlatoatzin                                           | 24 april 1754, pastorale goedkeuring door paus Benedictus XIV, zonder erkenning                                                                                              |
| 2    | Le Laus                    | Frankrijk        | mei 1664              | 1718                  | Benoîte Rencurel                                                     | 4 mei 2008, erkenning door bisschop di Falco. |
| 3    | Rome                       | Italië           | 20 januari 1842       | 20 januari 1842       | Alphonse Ratisbonne                                                  | 13 juni 1842, erkenning, niet van de verschijning, maar van de miraculeuze bekering van Ratisbonne, door kardinaal Patrizi, vicaris van het bisdom Rome.                     |
| 4    | La Salette-Fallavaux       | Frankrijk        | 19 september 1846     | 19 september 1846     | Maximin Giraud en Mélanie Calvat                                     | 19 september 1851, erkenning door Mgr de Buillard, bisschop van Grenoble. |
| 5    | Lourdes                    | Frankrijk        | 11 februari 1858      | 16 juli 1858          | Bernadette Soubirous                                                 | 18 januari 1862, gunstige appreciatie door Mgr Laurence, bisschop van Tarbes.                                                                                                |
| 6    | Champion (Wisconsin)       | Verenigde Staten | oktober 1859          | oktober 1859          | Adèle Brise                                                          | 8 december 2010, positieve appreciatie door Mgr Ricken, bisschop van Green Bay.                                                                                              |
| 7    | Pontmain                   | Frankrijk        | 17 januari 1871       | 17 januari 1871       | Eugène en Joseph Barbedette, Françoise Richer, Jeanne-Marie Lebosse  | 2 februari 1872, positieve appreciatie door Mgr Wicart en 16 april 1920 door Mgr Grellier, bisschoppen van Laval                                                             |
| 8    | Gietrzwald                 | Polen            | 27 juni 1877          | 16 september 1877     | Justyna Szafrynska en Barbara Samulowska                             | 25 juli 1977, positieve appreciatie voor de verering door Mgr Wojtowki, bisschop van Warnia                                                                                  |
| 9    | Fátima                     | Portugal         | 13 mei 1917           | 13 oktober 1917       | Lúcia dos Santos, Francisco Marto en Jacinta Marto                   | 13 oktober 1930, positieve appreciatie door Mgr Correia da Silva, bisschop van Leiria.                                                                                       |
| 10   | Beauraing                  | België           | 29 november 1932      | 3 januari 1933        | Fernande, Gilberte en Albert Voisin, Andrée en Gilberte Degeimbre    | 2 juli 1949, positieve appreciatie door Mgr Charue, bisschop van Namen |
| 11   | Banneux                    | België           | 15 januari 1933       | 2 maart 1933          | Mariette Beco                                                        | 22 augustus 1949, positieve appreciatie door Mgr Kerkhofs, bisschop van Luik                                                                                                 |
| 12   | Betania                    | Venezuela        | 25 maart 1976         | 5 januari 1990        | Maria Esperanza Medrano de Bianchini                                 | 21 november 1987, positieve apprecatie door Mgr Bello Ricardo, bisschop van Los Teques.                                                                                      |
| 13   | Akita                      | Japan            | 6 juli 1973           | 15 september 1981     | Agnes Sasagawa                                                       | 22 april 1984, positieve appreciatie (voor onverklaarbare feiten omtrent het beeld van Maria, niet voor de verschijningen) door Mgr Johannes Shoojiroo, bisschop van Niigata |
| 14   | Kibeho                     | Rwanda           | 28 november 1981      | 28 november 1989      | Alphonsine Mumureke, Nathalie Mukamazimpaka, Marie-Claire Mukangango | 29 juni 2001, positieve appreciatie door Mgr Misago, bisschop van Gikongoro                                                                                                  |
| 15   | San Nicolás de los Arroyos | Argentinië       | 25 september 1983     | 11 september 1991     | Gladys Quiroga de Motta                                              | 22 mei 2016, positieve appreciatie door Mgr Cardelli, bisschop van San Nicolas de los Arroyos.                                                                               |

## Beoordeling in de Katholieke Kerk

### Algemeen
De Rooms-Katholieke Kerk hecht geen groot belang aan verschijningen, om een aantal redenen.
- De H. Thomas van Aquino OP stelt dat de publieke openbaring van het - geschreven (Bijbel) en gesproken (apostolische traditie) - woord van God werd afgesloten met de dood van de laatste apostel. De aanvaarding van deze publieke openbaring is voor gelovigen een noodzakelijke maar ook voldoende voorwaarde, wat betreft het openbaringselement, tot redding van de ziel. Private openbaringen, na de dood van de laatste apostel zijn, zelfs indien ze door de kerk worden erkend als van bovennatuurlijke aard, niet verplichtend te geloven door gelovigen. Ze zijn niet noodzakelijk tot redding van de ziel.
- Private verschijningen zijn persoonlijke zintuiglijke waarnemingen van natuurlijke aard. In vergelijking met geloofsdogma's en geloofspunten die behoren tot het depositum fidei, waarvan de oorsprong van bovennatuurlijke aard is, bieden verschijningen  een veel minder grote garantie op objectieve zekerheid.
- Private verschijningen zijn onderworpen aan illuminisme, innerlijke verlichting. Dit is per definitie een subjectief gegeven, afhankelijk van de persoon. Bij het melden van verschijningen moet men niet noodzakelijk aan opzettelijke valsheid denken. Het kan dat visioenen of dromen zodanig veel indruk hebben gemaakt, dat de ontvanger gelooft dat ze werkelijkheid waren.
- Private verschijningen aan individuele personen geven de indruk dat de betrokkene over een directe lijn met God beschikt. Dit geeft bij een onvolgroeid geloof dikwijls aanleiding tot wantrouwen in de kerkelijke hiërarchie, die binnen de kerk het monopolie heeft op het stellen van theologische waarheden.

### Situering
Private verschijningen zijn hiërarchisch helemaal onderaan de bronnen van het depositum fidei te situeren. Dit is de graad van theologische zekerheid van een geloofspunt. Deze zijn in dalende volgorde van belang:
- dogmatische theologie
- Bijbelse theologie
- Fundamentele theologie
- Moraaltheologie
- Mystieke theologie
- Kerkgeschiedenis
- Kerkelijk recht

### Criteria
Het overgrote deel van de verschijningen wereldwijd is niet van bovennatuurlijke oorsprong. Slechts een klein aantal verschijningen worden als zodanig wel aanvaard door de Kerk. Om dit belangrijk onderscheid te kunnen herkennen heeft de Kerk een aantal vaststaande criteria, op basis waarvan de verschijning wordt beoordeeld.
De actuele uitwerking hiervan bestaat in het document van de Congregatie voor de Geloofsleer uit 1978, getiteld Normen van de congregatie om het verder zetten van het beoordelen van vermeende verschijningen en openbaringen.
Een vermeende verschijning kan onderzocht worden door ofwel de lokale bisschop van de plaats waar de vermeende verschijning plaatsvond, ofwel de nationale bisschoppenconferentie waartoe het lokale bisdom behoort, ofwel de Heilige Stoel. Deze autoriteiten hebben echter geen verplichting om een vermeende verschijning te onderzoeken, zelfs indien dit gevraagd wordt.
De overgrote meerderheid van de vermeende verschijningen wordt, om een veelheid aan redenen, nooit onderzocht. Een minderheid wordt wel onderzocht. In dat geval verloopt een (volledige) erkenningsprocedure in twee fasen.

#### Eerste fase
In een eerste fase wordt een voorafgaandelijk onderzoek gevoerd met betrekking tot de feiten van de vermeende verschijning. Aan een aantal positieve én negatieve criteria moet cumulatief worden voldaan, opdat de tweede fase kan worden aangevat. De criteria zijn technische begrippen, opgenomen in het document, en zijn:
- positieve criteria:
  - morele zekerheid omtrent het plaatsvinden van de verschijning
  - onderzoek naar de persoon die de verschijning heeft ondergaan
  - onderzoek naar de inhoudelijke aspecten van de boodschap betreffende de verschijning
  - onderzoek naar de spirituele vruchten van de verschijning
- negatieve criteria:
  - grove fouten met betrekking tot de feiten
  - doctrinaire problemen met betrekking tot de inhoud van de boodschap
  - afwezigheid van financieel gewin
  - afwezigheid van zwaar immoreel gedrag van de persoon die de verschijning heeft ondergaan
  - afwezigheid van psychiatrisch contentieux

Indien er cumulatief aan al deze criteria werd voldaan wordt een voorlopig besluit gevat dat stelt dat, momenteel en tot nader order, er geen elementen voorhanden zijn die de vermeende bovennatuurlijke verschijning aantonen, bewijzen of doen vermoeden, maar er evenmin elementen zijn die een eventuele bovennatuurlijke verschijning uitsluiten. Er is gerede twijfel omtrent het wel of niet bestaan van een bovennatuurlijke oorsprong. Het zou kunnen, maar het zou evengoed niet kunnen. Deze status wordt non constat de supernaturalite genoemd. Een verder onderzoek kan, maar moet niet, worden gevoerd door de autoriteiten om zekerheid te krijgen omtrent het bovennatuurlijk karakter van de vermeende verschijning. Slechts een klein deel van de onderzochte verschijningen behoort tot deze categorie.
Indien er cumulatief aan al deze criteria niet werd voldaan wordt de vermeende verschijning afgekeurd, ofwel formeel door middel van het vaststellen van de status constat de non supernaturalite op een plechtige wijze, ofwel informeel door het stopzetten van elk verder onderzoek door de onderzoekende autoriteit. Dat wil zeggen dat er elementen aanwezig zijn die de bovennatuurlijke oorsprong onherroepelijk uitsluiten. Het overgrote deel van alle onderzochte verschijningen behoort tot deze categorie.
Beroep tegen dergelijke beslissingen kan altijd worden ingesteld. Maar de autoriteit in kwestie is niet verplicht hierop in te gaan.

#### Tweede fase
In een tweede fase kan op basis van het voorlopig onderzoek - afgesloten met de status van non constat supernaturalite - een gedetailleerd onderzoek gedaan worden. Dit kan gebeuren door de lokale bisschop, nationale bisschoppenconferentie of de Heilige Stoel. De criteria worden uitgebreid en zijn door de jaren heen steeds strenger geworden, zodat slechts een zeer klein aantal onderzochte verschijningen wordt voorzien van de status van onweerlegbare bovennatuurlijkheid. Verschijningen worden geacht zeer uitzonderlijke gebeurtenissen te zijn. Indien onomstotelijk zou blijken dat er sprake is van een bovennatuurlijk ingrijpen, kan de status constat de supernaturalite worden vastgesteld door de autoriteiten. Maar deze vaststelling is enkel mogelijk als de Heilige Stoel, direct of indirect, zijn goedkeuring heeft verleend.
Beroep tegen dergelijke beslissing kan altijd worden ingesteld. Maar de autoriteit in kwestie is niet verplicht hierop in te gaan.

## Richtlijnen van 17 mei 2024
Op 17 mei 2024 vaardigde het Dicasterie voor de Geloofsleer aangepaste richtlijnen uit betreffende verschijningen, in aanvulling van de richtlijnen van 1978. De sceptische en afwijzende houding van de katholieke Kerk tegenover verschijningen werd hierin bevestigd. Voor de beoordeling van gemelde verschijningen of andere bovennatuurlijke fenomenen, werd een gradatie in zes categorieën vooropgesteld. 
De meest gunstige is de zesde categorie, die nochtans geen erkenning van de verschijning of het fenomeen inhoudt, maar alleen een "nihil obstat" verleent voor het toelaten van verering, omdat er aanwijzingen zijn dat de H. Geest in een bepaald geval werkzaam is geweest. De vijf andere categorieën houden veel sceptische beoordelingen in, tot en met de laagste categorie die zonder meer een afwijzing of zelfs een veroordeling inhoudt.
Het zijn de plaatselijke bisschoppen die tot de opname in een van de vooropgestelde categorieën beslissen, met nochtans een uiteindelijke beslissing die toebehoort aan het Vaticaan.